# Bakonya
Bakonya (hongrois : Bakonya [ˈbɒkoɲɒ]) est une localité hongroise située dans le comitat de Baranya.

## Site et localisation

### Topographie et hydrographie
Bakonya est située dans les monts du Mecsek occidental, à environ 15 kilomètres de Pécs. Son territoire administratif est limitrophe de Kővágótöttös à l'est, Bicsérd au sud, Boda à l'ouest, Hetvehely au nord-ouest, ainsi que de manière ponctuelle au nord-nord-ouest avec Bükkösd.

## Histoire
Bakonya est l'un des villages les plus anciens du comitat de Baranya. Des fragments de céramique témoignent de la présence, à l'époque néolithique, de populations appartenant à la culture de la céramique linéaire. Plus tard, aux IIIe et IVe siècles avant notre ère, la région était occupée par des populations celtes, comme l'attestent des découvertes archéologiques.
La première mention écrite du village remonte à 1235. Son nom dérive du mot d'origine slave bukovina, signifiant « hêtraie » ou « forêt de hêtres ». Une lettre datant du règne du roi André II indique que Bakonya appartenait alors au chapitre cathédral de Pécs.
Jusqu'au milieu des années 1950, la population vivait majoritairement de l'agriculture. Avec le développement de l'exploitation de l'uranium en Hongrie, une grande partie des habitants se reconvertit dans l'industrie minière ou dans des activités liées aux services associés à l'extraction d'uranium. Après la fermeture de la mine en 1989, le village connut un déclin progressif.

## Population

### Minorités culturelles et religieuses
Selon le recensement de 2011, 94,9 % des habitants de Bakonya se déclaraient hongrois, 15,2 % roms, 0,9 % croates, 0,6 % polonais et 2,1 % allemands (3,9 % n'ont pas souhaité se prononcer ; en raison des identités multiples, le total peut dépasser 100 %). Du point de vue religieux, 49,9 % des habitants se déclaraient catholiques romains, 1,2 % réformés, 0,9 % évangéliques, 0,3 % gréco-catholiques, 26 % sans confession, tandis que 20,6 % n'ont pas répondu.
Lors du recensement de 2022, 70,2 % des habitants se déclaraient hongrois, 17,3 % roms, 1,8 % allemands, 0,3 % grecs et 1,5 % d'une autre nationalité non autochtone (29,5 % n'ont pas répondu). Concernant l'appartenance religieuse, 21,1 % des habitants se déclaraient catholiques romains, 0,6 % réformés, 21,3 % sans confession, tandis que 57 % n'ont pas répondu.

## Équipements

### Réseaux extra-urbains
La route principale n°6 longe la limite sud du territoire communal et constitue la voie d'accès la plus directe depuis Budapest, Szekszárd, Pécs, Szigetvár ou Barcs. Le centre habité du village n'est cependant accessible que par la route secondaire 66 134, qui bifurque vers le sud depuis la route 6605. On peut également rejoindre le village depuis Kővágótöttös par une route communale de qualité variable.

## Patrimoine local
L'église catholique romaine de Bakonya, placée sous le vocable de saint Georges, remonte à l'époque arpadienne et date du XIIIe siècle. Elle a été transformée à plusieurs reprises avant de prendre son apparence actuelle de style baroque.
Le presbytère du village a été construit à la fin du XVIIIe siècle.

## Personnalités liées à la localité
Le village a été le lieu de vie et de création de Vince Vörös, homme politique du Parti des petits propriétaires, écrivain et agriculteur. Cofondateur de la Fédération paysanne hongroise en 1941, il en fut également secrétaire. Député à partir de 1944, il fut l'un des accusés du procès-spectacle intenté contre la Communauté hongroise. En juin 1989, il devint président du Parti indépendant des petits propriétaires, réorganisé à la faveur de la transition démocratique. En 1990, il fut élu député, puis vice-président de l'Assemblée nationale le 2 mai de la même année.
Bakonya est aussi le village natal de Dezső Csoma, prêtre et archiprêtre, né le 21 juin 1950.